# Patimokkha
Pratimoksha (em sânscrito:  प्रातिमोक्ष, transl. prātimokṣa) também conhecido como patimokkha, é uma lista de regras contidas no vinaia que regem o comportamento de monges budistas. Em tradições hindus, essa prática é conhecida por ser rejeitada devido ao ensino da sarvastivada.